# Trofeo Alcide De Gasperi
Il Trofeo Alcide De Gasperi è una corsa in linea maschile di ciclismo su strada che si disputa annualmente tra il Trentino e Bassano del Grappa, in Italia. Dal 2005 fa parte del calendario dell'UCI Europe Tour come gara di classe 1.2: possono di conseguenza prendervi parte squadre con licenza Professional Continental italiana, Continental, squadre nazionali e regionali o club; le squadre UCI World Tour non vi possono invece partecipare.
La corsa si svolge il 2 giugno, giorno della festa della Repubblica Italiana, ed è intitolata ad Alcide De Gasperi, statista originario di Pieve Tesino, proprio perché il percorso attraversa la Valsugana, di cui il Tesino è altopiano laterale. La corsa prevede percorsi alternati: un anno si parte in Trentino (Trento o Borgo Valsugana) e si arriva a Bassano, e l'anno seguente si segue il percorso al contrario.

## Albo d'oro
Aggiornato all'edizione 2025.
| Anno | Vincitore                                           | Secondo                                             | Terzo                                               |
| ---- | --------------------------------------------------- | --------------------------------------------------- | --------------------------------------------------- |
| 1955 | Marino Fontana                                      |                                                     |                                                     |
| 1956 | Marcello Zampedri                                   |                                                     |                                                     |
| 1957 | Nunzio Pellicciari                                  |                                                     |                                                     |
| 1958 | Avis Molinari                                       |                                                     |                                                     |
| 1959 | Rino Luise                                          |                                                     |                                                     |
| 1960 | Luigi Zanchetta                                     |                                                     |                                                     |
| 1961 | Enzo Moser                                          |                                                     |                                                     |
| 1962 | Silvano Consolati                                   |                                                     |                                                     |
| 1963 | Lauro Grazioli                                      |                                                     |                                                     |
| 1964 | Aldo Balasso                                        |                                                     |                                                     |
| 1965 | Mino Denti                                          |                                                     |                                                     |
| 1966 | Davide Boifava                                      |                                                     |                                                     |
| 1967 | Romano Tumellero                                    |                                                     |                                                     |
| 1968 | Flavio Martini                                      |                                                     |                                                     |
| 1969 | Vittorio Cumino                                     |                                                     |                                                     |
| 1970 | Ermenegildo Da Re                                   |                                                     |                                                     |
| 1971 | Giovanni Varini                                     |                                                     |                                                     |
| 1972 | Giancarlo Foresti                                   |                                                     |                                                     |
| 1973 | Giampaolo Flamini                                   |                                                     |                                                     |
| 1974 | Glauco Santoni                                      |                                                     |                                                     |
| 1975 | Pierluigi Fabbri                                    |                                                     |                                                     |
| 1976 | Gabriele Landoni                                    |                                                     |                                                     |
| 1977 | Claudio Corti                                       |                                                     |                                                     |
| 1978 | Giorgio Zanotti                                     |                                                     |                                                     |
| 1979 | Guy Nulens                                          |                                                     |                                                     |
| 1980 | Walter Magnago                                      |                                                     |                                                     |
| 1981 | Antonio Leali                                       |                                                     |                                                     |
| 1982 | Giovanni Viero                                      |                                                     |                                                     |
| 1983 | Walter Magnago                                      |                                                     |                                                     |
| 1984 | Domenico Cavallo                                    |                                                     |                                                     |
| 1985 | Primož Čerin                                        |                                                     |                                                     |
| 1986 | Moravio Pianegonda                                  |                                                     |                                                     |
| 1987 | Helmut Wechselberger                                |                                                     |                                                     |
| 1988 | Luigi Bielli                                        |                                                     |                                                     |
| 1989 | Franco Rossato                                      |                                                     |                                                     |
| 1990 | Mirko Gualdi                                        |                                                     |                                                     |
| 1991 | Gilberto Simoni                                     |                                                     |                                                     |
| 1992 | Davide Rebellin                                     |                                                     |                                                     |
| 1993 | Marco Foligno                                       |                                                     |                                                     |
| 1994 | Flavio Milan                                        |                                                     |                                                     |
| 1995 | Paolo Savoldelli                                    |                                                     |                                                     |
| 1996 | Davide Montanari                                    |                                                     |                                                     |
| 1997 | Matteo Panzeri                                      |                                                     |                                                     |
| 1998 | Denis Miorin                                        |                                                     |                                                     |
| 1999 | Volodymyr Hustov                                    |                                                     |                                                     |
| 2000 | Dmitrij Gajnitdinov                                 |                                                     |                                                     |
| 2001 | Mario Pafundi                                       |                                                     |                                                     |
| 2002 | Andrea Sanvido                                      | Vladimir Gusev                                      | Paolo Longo Borghini                                |
| 2003 | Emanuele Sella                                      | Aleksandr Baženov                                   | Denys Kostjuk                                       |
| 2004 | Daniele Colli                                       | Elia Rigotto                                        | Andrij Pryščepa                                     |
| 2005 | Devid Garbelli                                      | Marco Bandiera                                      | Luca Gasparini                                      |
| 2006 | Matthew Lloyd                                       | Aleksandr Filipov                                   | Davide Malacarne                                    |
| 2007 | Jacopo Guarnieri                                    | Manuel Belletti                                     | Cristiano Fumagalli                                 |
| 2008 | Jarosław Marycz                                     | Simon Clarke                                        | Pavel Kočetkov                                      |
| 2009 | Pavel Kočetkov                                      | Manuele Boaro                                       | Egor Silin                                          |
| 2010 | Sonny Colbrelli                                     | Matteo Trentin                                      | Marco Canola                                        |
| 2011 | Matteo Trentin                                      | Moreno Moser                                        | Alberto Cecchin                                     |
| 2012 | Enrico Barbin                                       | Rohan Dennis                                        | Davide Villella                                     |
| 2013 | Damien Howson                                       | Gianluca Leonardi                                   | Gianluca Milani                                     |
| 2014 | Michele Gazzara                                     | Il'ja Koševoj                                       | Paolo Brundo                                        |
| 2015 | Alberto Cecchin                                     | Lorenzo Rota                                        | Davide Ballerini                                    |
| 2016 | Filippo Rocchetti                                   | Fausto Masnada                                      | Andrea Marchi                                       |
| 2017 | Andrea Toniatti                                     | Aljaksandr Rabušėnka                                | Nicolò Rocchi                                       |
| 2018 | Simone Ravanelli                                    | Stefan de Bod                                       | Andrea Pietrobon                                    |
| 2019 | Benjamin Hill                                       | Marco Frigo                                         | Connor Brown                                        |
| 2020 | annullata per la Pandemia di COVID-19 del 2019-2021 | annullata per la Pandemia di COVID-19 del 2019-2021 | annullata per la Pandemia di COVID-19 del 2019-2021 |
| 2021 | Riccardo Lucca                                      | Riccardo Verza                                      | Jon Knolle                                          |
| 2022 | Pierre-Pascal Keup                                  | Luca Van Boven                                      | Anders Foldager                                     |
| 2023 | Davide De Pretto                                    | Sergio Meris                                        | Michael Belleri                                     |
| 2024 | annullata                                           | annullata                                           | annullata                                           |
| 2025 | Kyrylo Carenko                                      | Lennart Jasch                                       | Luca Cretti                                         |